# Сан Кирико Нуово
Сан Кѝрико Нуо̀во (на италиански: San Chirico Nuovo) е село и община в Южна Италия, провинция Потенца, регион Базиликата. Разположено е на 745 m надморска височина. Населението на общината е 1436 души (към 2013 г.).